# Emmerich am Rhein
Emmerich am Rhein (en español áurico, Emerique, en neerlandés: Emmerik (aan de Rijn)) es una ciudad del distrito de Cléveris, en el estado de Renania del Norte-Westfalia, Alemania.

### Galerìa

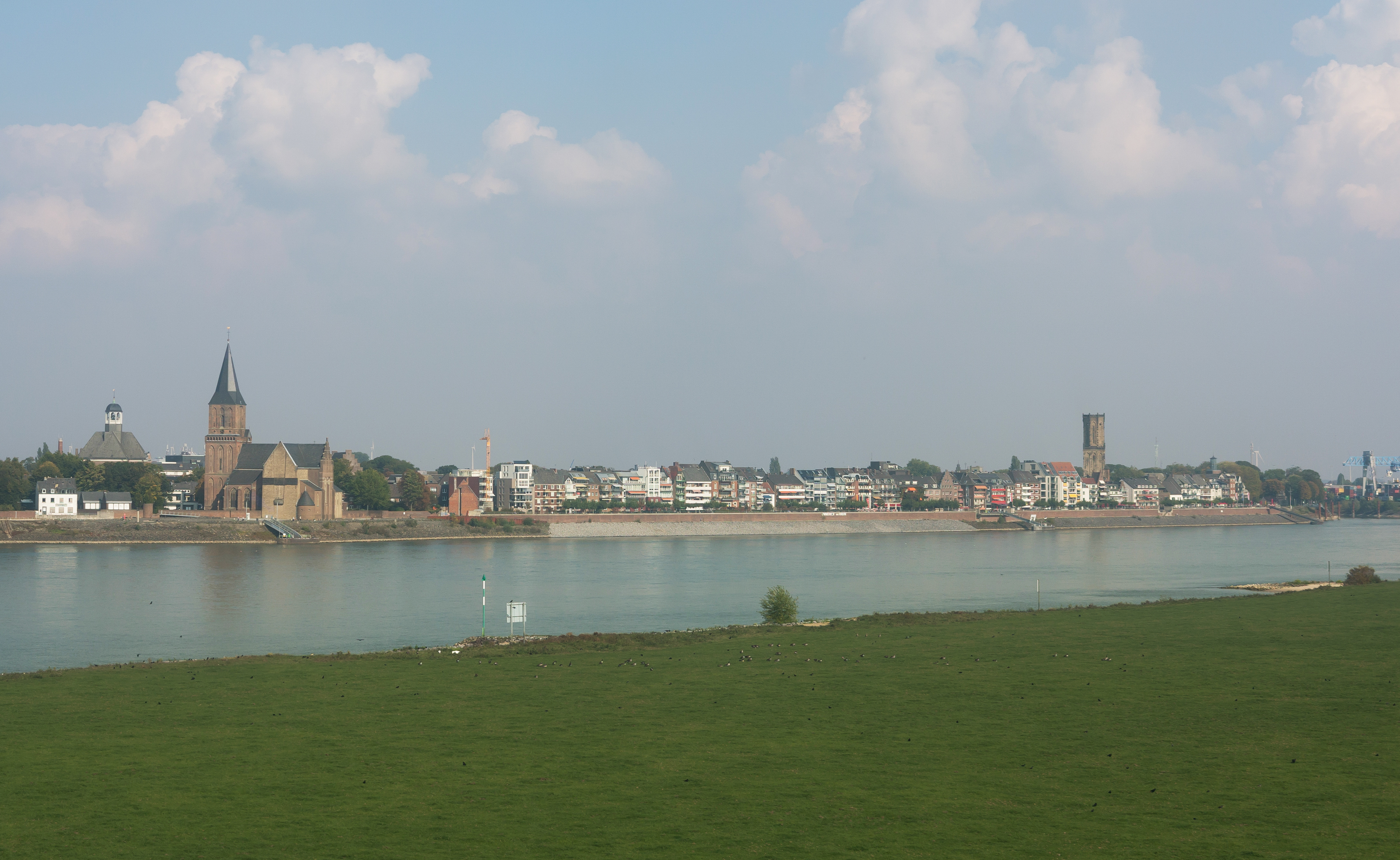
Emmerich, vista de la ciudad desde el puente Rheinbrücke
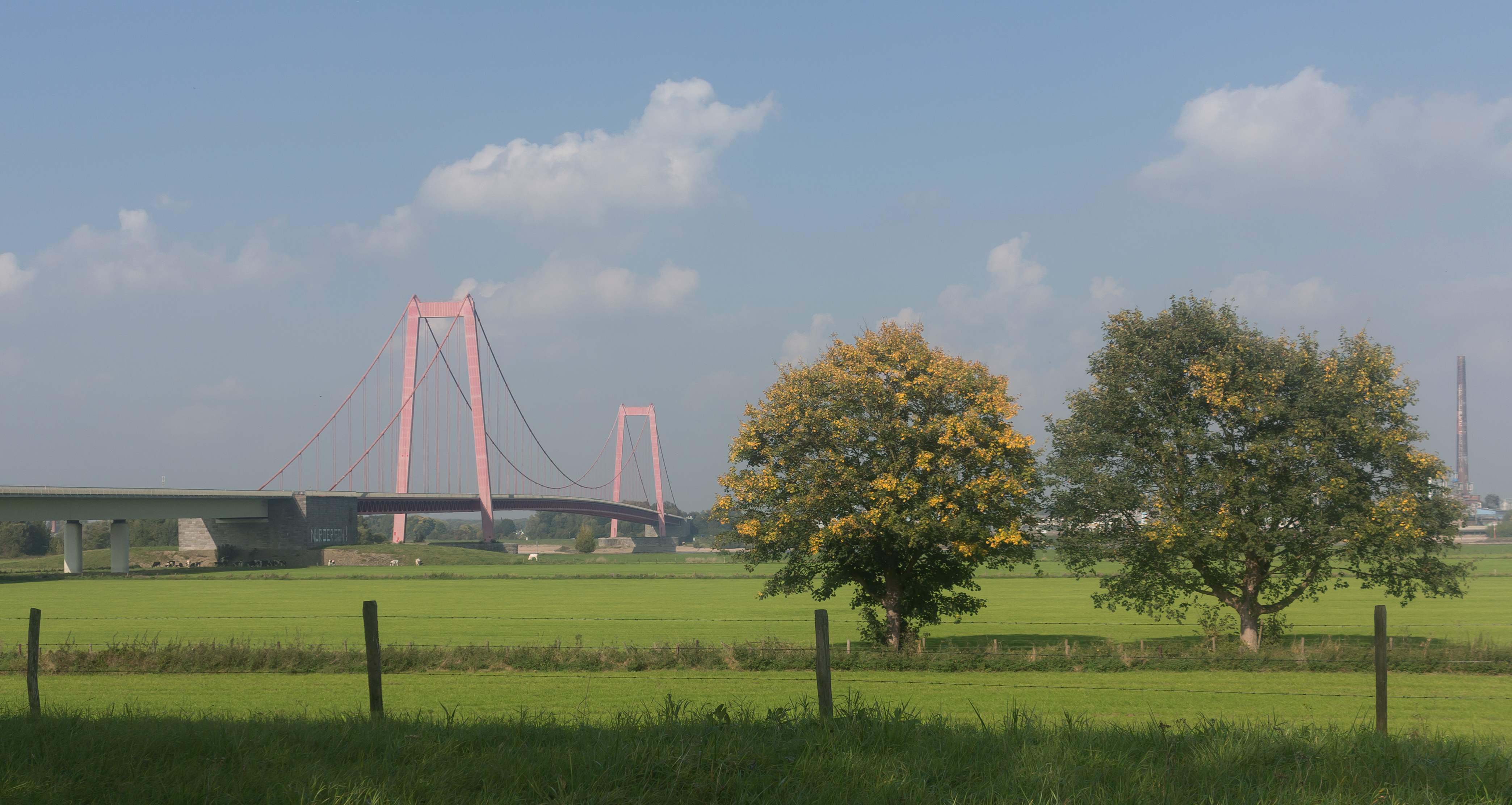
Emmerich, el puente: Rheinbrücke
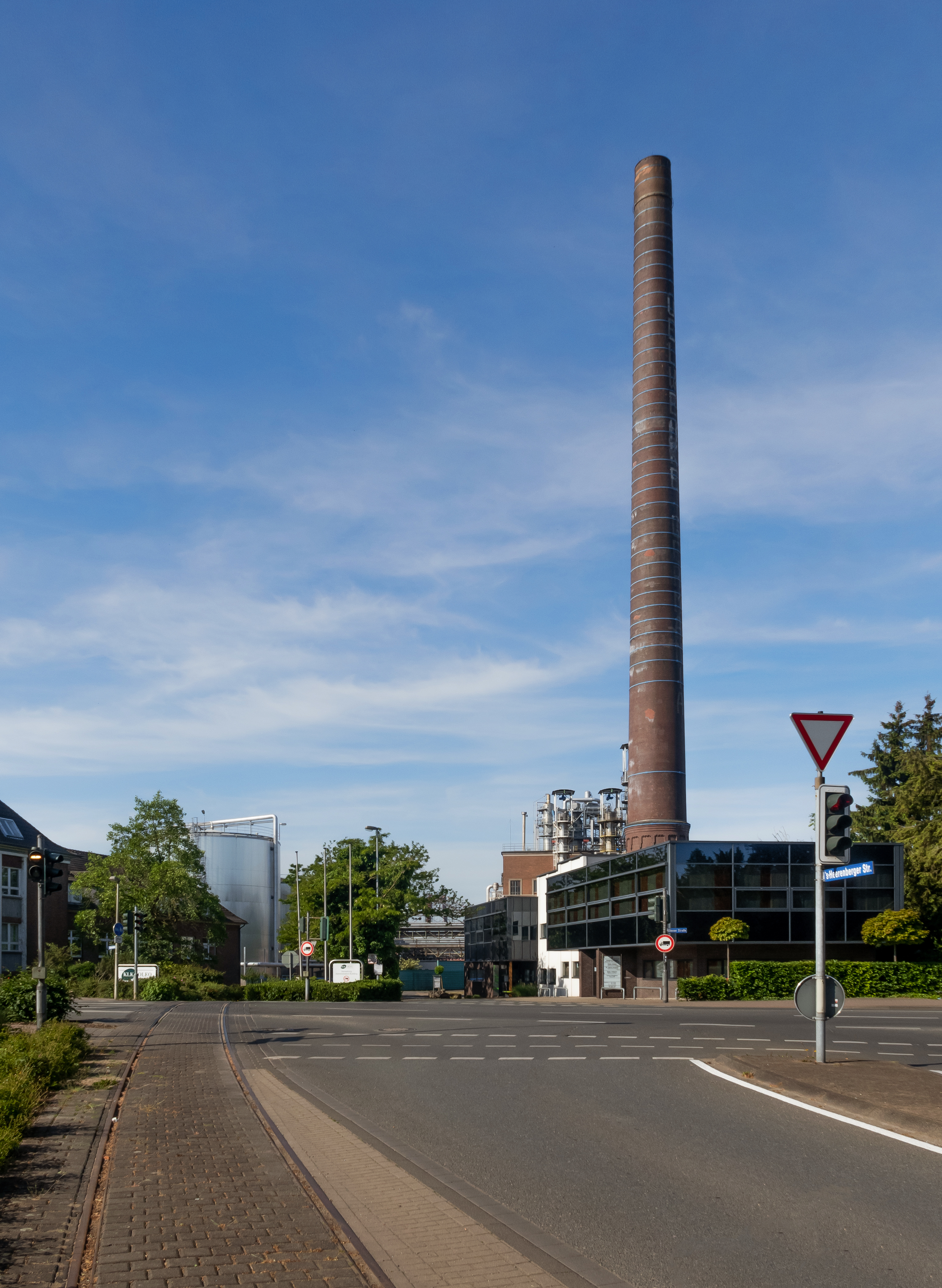
Emmerich am Rhein, la planta química KLK Oleo
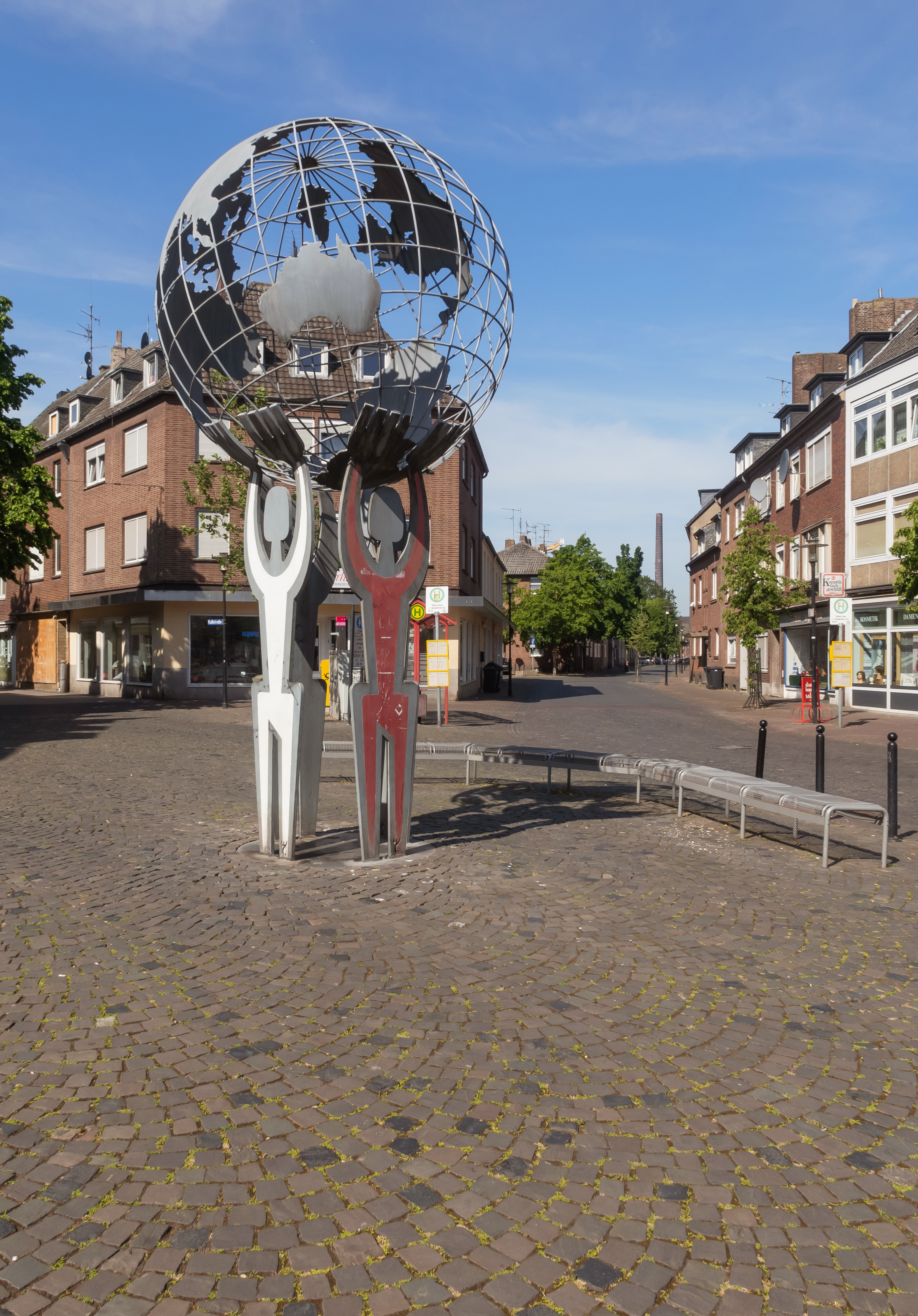
Emmerich am Rhein, la escultura "Toleranz" en la Wollenweberstrasse
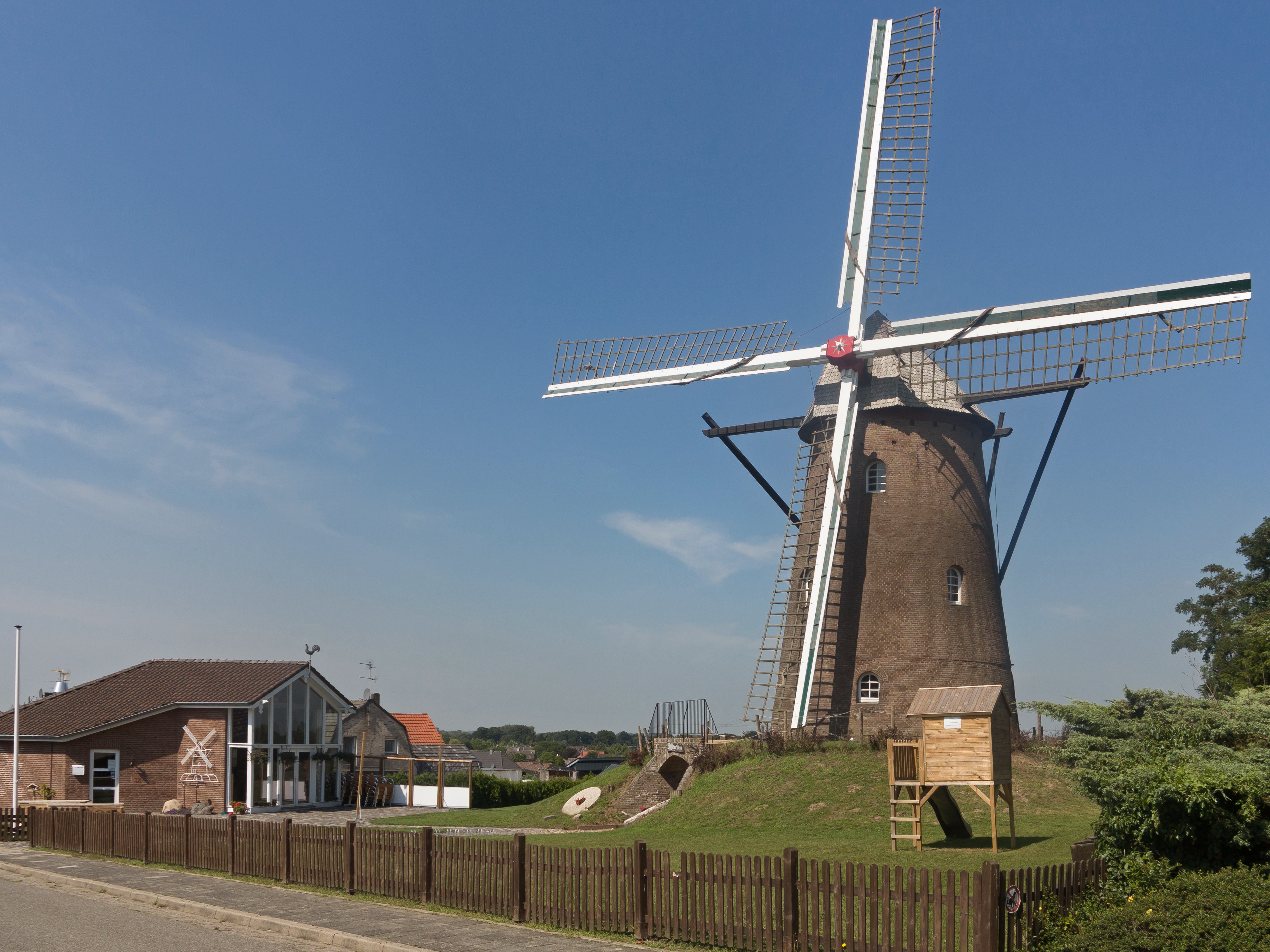
Elten, el molino: Gerritzens Mühle
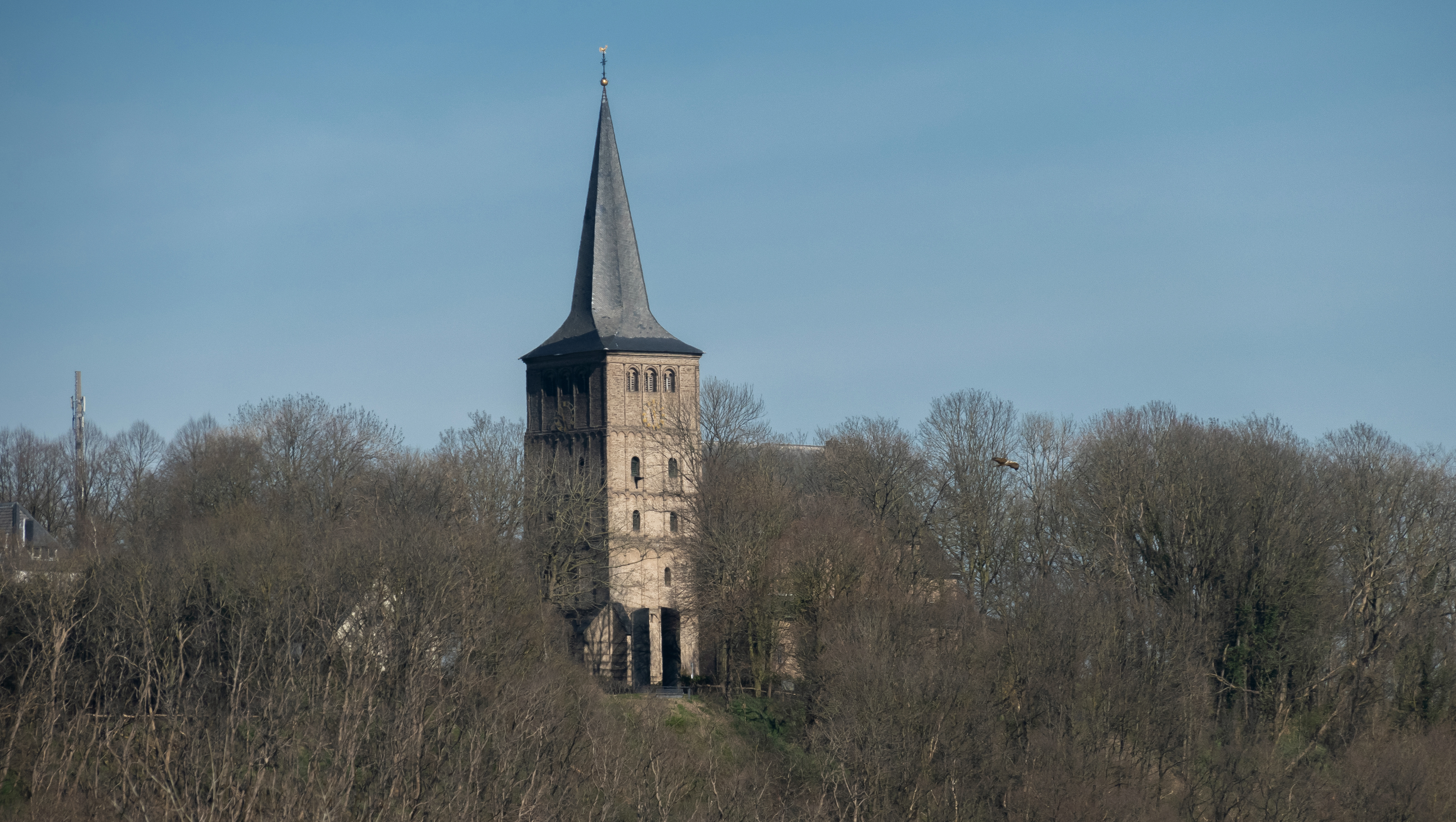
Hochelten, el torre de la iglesia (Stiftskirche Sankt Vitus)
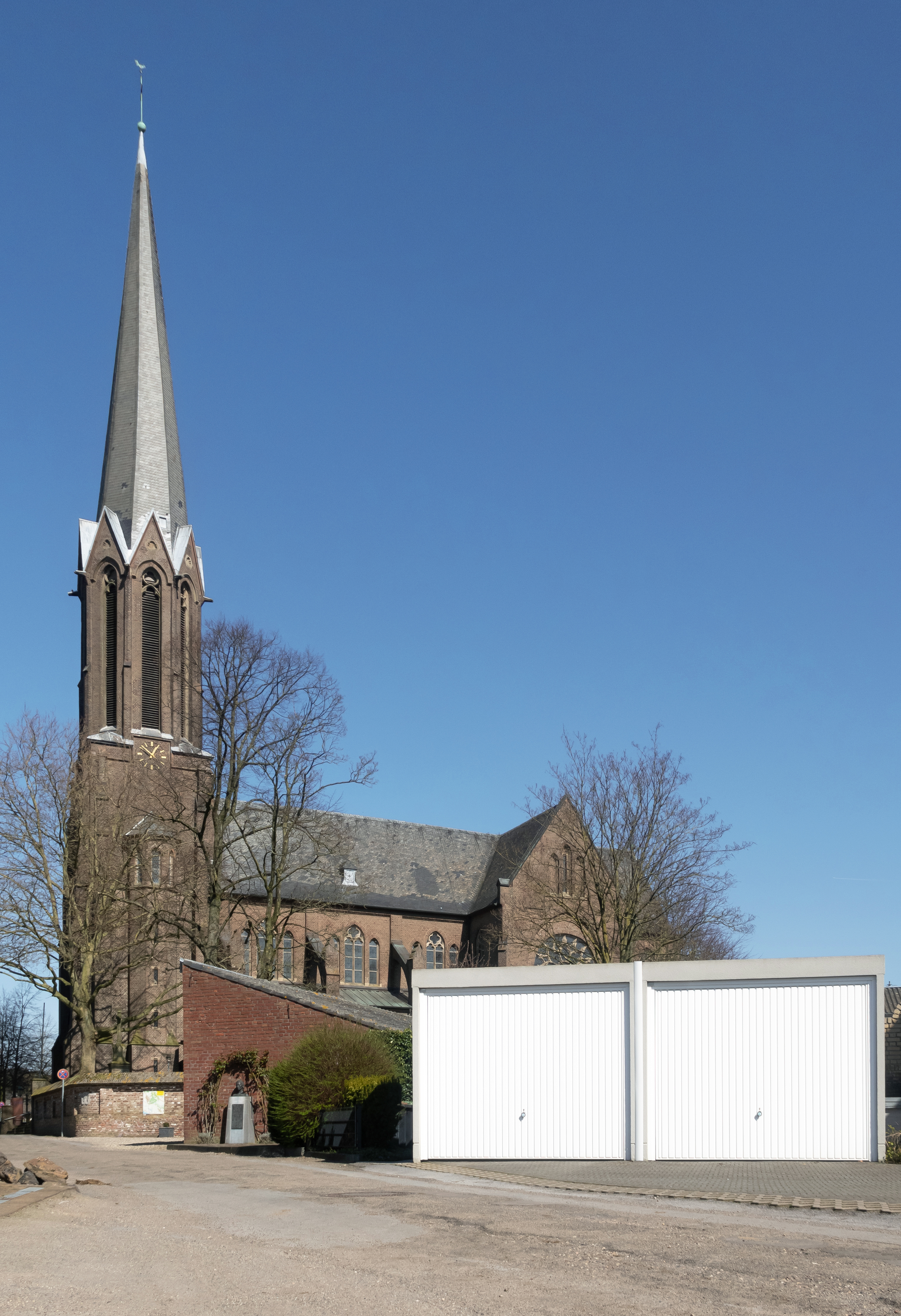
Hüthum, la iglesia: Kirche Sankt Georg